# Томаш, Тиагу
Тиа́гу Барре́йруш де Ме́лу То́маш (порт. Tiago Barreiros de Melo Tomás; родился 16 июня 2002) — португальский футболист, атакующий полузащитник клуба «Штутгарт».

## Клубная карьера
Уроженец Лиссабона, с 2014 года Томаш тренировался в футбольной академии «Спортинга». 25 июня 2020 года 18-летний игрок подписал пятилетний контракт с клубом с прописанной опцией выкупа в размере 60 млн евро. В основном составе «Спортинга» дебютировал 1 июля 2020 года в матче португальской Примейра-лиги против «Жил Висенте».

## Карьера в сборной
Тиагу выступал за сборные Португалии до 17, до 18, до 19 лет и до 21 года. В мае 2019 года в составе сборной Португалии до 17 лет сыграл на чемпионате Европы в Ирландии. В 2021 году в составе сборной Португалии до 21 года сыграл на молодёжном чемпионате Европы.

## Достижения
«Спортинг»
- Чемпион Португалии: 2020/21
- Обладатель Кубка португальской лиги: 2020/21
- Обладатель Суперкубка Португалии: 2021